# Das Blech
Das Blech ist ein Lied der deutschen Band Spliff aus dem Jahr 1982. Das Lied wird der Neuen Deutschen Welle zugerechnet.

## Entstehung und Veröffentlichung
Text und Musik stammen von Spliffs Keyboarder Reinhold Heil. Das Lied erschien mit der Länge 4:40 auf dem dritten Album der Band mit dem Titel Herzlichen Glückwunsch!
Die Single gab es als 7″-Version, auf der eine Version der Länge 3:25 auf der A-Seite zu finden ist, und als 12″-Version, die eine 4:40 dauernde Version auf der A-Seite enthält. Auf der B-Seite befindet sich jeweils der 3:49 umfassende Titel Tag für Tag. Das Lied platzierte sich auf dem fünften Platz der deutschen und auf dem sechsten Platz der österreichischen Single-Charts.

## Inhalt und Wirkung
Der Text handelt von einem Disco-Besuch und beschreibt Verhaltensweisen der Disco-Besucher. Es enthält „gerappten Gesang“. Unter anderem wird auf Anleihen bei der schwarzen Musik angespielt, indem der Protagonist im Text von einem anderen Disco-Besucher (einem „schicken schwarzen Mann“) in ein Gespräch verwickelt wird mit der Frage: „Wann hört ihr endlich damit auf, unsere schwarze Musik zu klaun?“ Die Redewendung „Da fliegt mir doch das Blech weg!“, die den Refrain des Liedes bildet, ging in die deutsche Jugendsprache ein.

## Trivia
- Eine White-Label-Pressung der Single erschien in einer Blechdose.[12]